# ブラッディ・ガン
『ブラッディ・ガン』（英:Quigley Down Under）は、1990年に製作されたオーストラリア・アメリカ合衆国合作の映画である。1870年代のオーストラリアを舞台に、卑劣なイギリス人入植者から先住民アボリジニを守るため1人のアメリカ人のガンマンが立ち上がる。

## あらすじ
カウボーイのマシュー・クイグリーは遠距離射撃の名手を求める募集広告をあてに、アメリカからはるばるオーストラリア南西部にやってきた。
港町を歩いていると1人の女が数名の男たち相手に暴れまわっていた。彼女に加勢しようと喧嘩に割り込むが、その男たちは広告を出した大地主のエリオット・マーストンの手下だった。女はコーラといい、どういうわけかクイグリーを自分の夫だと言い出した。
クイグリーとコーラはマーストン牧場に連れて行かれ、早速射撃の腕前を見たいと言うマーストンの前で千メートル以上の距離にあるバケツを立て続けに撃ち抜いてみせる。
夕食の場でマーストンは、牧場を荒らすディンゴを駆除するためガンマンが必要なのだと説明するが、やがて開拓の邪魔になるアボリジニの根絶するためだと本音を言い始めた。憤ったクイグリーはマーストンに殴りかかるが手下の反撃に遭い、コーラと一緒に広大な砂漠(アウトバック)に放り出された。灼熱の砂漠で行き倒れになっている2人をアボリジニが発見した。心優しいアボリジニたちは2人を介抱し客人として丁寧にもてなした。
その晩コーラはオーストラリアにいる理由を話した。テキサスで夫と赤ん坊の3人で暮らしていたが、ある晩コマンチ族に襲撃され赤ん坊の泣き声を止めようとして誤って窒息死させてしまった。精神的に追いやられた彼女は1人でオーストラリア行きの船に乗ったのだという。
町に戻る途中、マーストンが雇った数名のガンマンがアボリジニを虐殺する現場に遭遇し、撃ち合いの末にガンマンらを退治した。怒り狂ったクイグリーはマーストンと対決する決心をする。

## 出演
| 役名                   | 俳優                   |
| ---------------------- | ---------------------- |
| マシュー・クイグリー   | トム・セレック         |
| エリオット・マーストン | アラン・リックマン     |
| ”クレイジー”・コーラ   | ローラ・サン・ジャコモ |
| アシュレイ・ピット少佐 | クリス・ヘイウッド     |
| クーガン               | ジェローム・エーラーズ |
| オフリン               | ベン・メンデルスゾーン |
| ドブキン               | トニー・ボナー         |
| グリマーマン           | ロン・ハドリック       |

## 製作
1974年のロサンゼルスタイムズに19世紀のアボリジニ人の大量虐殺に関する記事が掲載されたのをきっかけに、脚本家のジョン・ヒルは『Quigley Down Under』の脚本を書き始めた。
1979年にプロデューサーのモート・エンゲルバーグはスティーブ・マックイーンの「ハンター」(1980)を製作中にこの脚本の映画化を立案し、再びマックイーン主演で製作する予定だった。しかし撮影を終えて間もなくマックイーンが癌で亡くなってしまったためプロジェクトは立ち消えとなった。
その後も何度か企画される中、1986年にワーナー・ブラザースが脚本を買収しルイス・ギルバート監督、ハリソン・フォード主演という具体案が定まったことがあった。だがハリソン・フォードは『インディ・ジョーンズのキャラと被る恐れがある』という理由で出演を断り、かつてそのインディ・ジョーンズ役を蹴ったことがあるトム・セレックにも声がかかったが、大人気の「私立探偵マグナム」で多忙を極めていたため実現しなかった。
1988年、アラン・ラッドJr.が率いるパティエンターテインメントが製作費2千万ドルを出資して脚本を25万ドルで買い取った。「私立探偵マグナム」が終了したことでトム・セレックが出演を承諾しついに映画化が決定した。
監督はオーストラリア出身のサイモン・ウィンサーが選ばれた。ウィンサーは何度も脚本が書き直されるうちにオーストラリア開拓の歴史が軽視されたと不満を抱いており、脚本家のイアン・ジョーンズを招いて大幅な修正を加えた。
タイトルの"Down Under"とはイギリスから見て地球の反対側にあるオーストラリア大陸のこと。映画の1870年代には存在しなかった言葉で、文学者ジェームズ・フルードの小説の中で1886年に初めて登場した。

## 撮影
撮影は全編オーストラリアで行われた。マーストン牧場はノーザンテリトリーに100万アメリカドルを投じて19世紀の木造建築を再現した。建物の内部は、アリススプリングスから東へ約85kmにある18世紀に建てられた屋敷（Ross River Homestead）で撮影が行われた。
冒頭に出てくるフリーマントル港の港町はビクトリア州ウォーナンブールのフラッグスタッフヒル海洋博物館(Flagstaff Hill Maritime Museum)に再現されている古い街並みを利用し、アポロベイには1860年代風の漁村が造られた。

## シャープス銃

### 撮影用の銃
銃に関する考証は、黒色火薬銃の専門家のフィル・スパンゲンバーガーに依頼した。当初の時代設定は1860年代だったが有効射程1,000mを超えるライフルが登場したのは1860年代末期のため、脚本を1870年代初頭に修正するようアドバイスした。
撮影に使うシャープスライフルを用意するにあたり、スパンゲンバーガーは旧式の単発銃の製造を手掛けるモンタナ州のシャイローライフル社(Shiloh Rifle Manufacturing Co.)を紹介し、1874年製シャープス銃をモデルに、発砲シーン用が2丁、乗馬や格闘シーンに使うモックアップが1丁の計3丁が製作された。側面にイニシャルのMQが刻まれており、使いこなした雰囲気を出すためのエイジングも施されている。
映画の完成後トム・セレックはこの3丁を引き取った。1999年に1丁を全米ライフル協会のチャリティオークションに出品し、2007年にもう1丁を全米ライフル協会の銃器博物館に寄贈した。

### 映画の影響
映画が公開されるとシャープス銃の販売数はアメリカとオーストラリアで10倍に跳ね上がり、その人気は20年以上も続いた。「クイグリーライフル」はシャイローライフル社の登録商標となりレプリカモデルが多数販売された。
モンタナ州フォーサイスのガンクラブでは、映画を見たオーナーが1991年に「マシュー・クイグリー バッファローライフルマッチ」を開催し、以来毎年6月になると国内外から数百人の射撃の名人が集まる恒例行事となっている。

### 劇中のシャープスライフル
主人公が愛用するシャープスライフルは、.45口径で銃身は八角形をしており長さは34インチ(86cm)。標準的なシャープス銃より4インチ長く作られている。重量は6キロ。
トリガー(引き金)はダブルセットトリガーを装備する。撃鉄をセットするための後方のトリガーと、発射用の前方のトリガーの2本のトリガーが付いており発射時は2段階の操作を行う。射撃体勢に入ってからセット出来るので暴発や誤射が極めて少なく、また発射用のトリガーは非常に軽く調整されており精密射撃に適している。
弾は.45-70-540のペーパーパッチ弾で、真鍮製の薬莢を使用する。ペーパーパッチ弾とは弾頭後端に薄紙を巻き付けた弾のことで、紙が銃身に密着することで発射ガスが漏れにくくなる。紙は弾が銃身を飛び出した瞬間に離散するので弾道に影響することは無い。薬莢式の大口径ライフルが流行した1870年代に急速に広まり、競技用ライフルの分野では1910年代頃まで採用されたようである。現在はシャープス銃愛好家たちが試行錯誤しながら自作する娯楽の一つとなっている。
照準器は最大1,400ヤード(約1,280m)まで調整でき横風の補正機能も付く。劇中で1,200ヤード(約1,100m)の距離のバケツを撃ち抜くシーンがあるが、大きくて重たい540グレイン(.308ウィンチェスターが170グレイン程度)の弾を黒色火薬の力で1km先の標的に当てるには、仰角30度で撃ち上げなくてはならない。これは弓矢で100m先の的を射るときの放物線軌道に等しい。だが決して大袈裟な描写ではなく、1874年にテキサス州で白人入植者が数百人のアメリカ先住民に包囲された「アドビウォールの戦い」で、民間人ハンターのウィリアム・ディクソン(William Dixon,1850-1913)が.50口径シャープス銃を使って1,538ヤード (約1.4km) 先の先住民に命中させた記録に基づいている。白人の銃の精度に恐れをなした先住民はすぐさま撤退し、ディクソンは名誉勲章を授かった。ディクソンの腕前は日頃から認められていたが、このときの射撃については「たまたまかすっただけだ」と自伝の中で否定している。
なお、映画の中で遠距離から狙撃され着弾した後に銃声が鳴り響くシーンがあるが、この時代の大口径ライフルの弾速だと300〜350ｍ程度で発射音が弾丸を追い越してしまうので映画のようにはならない。

## 評価
レビュー・アグリゲーターのRotten Tomatoesでは、21件のレビューで支持率52%に留まっている。
配給元のMGMはこの作品に期待していたが『ダンス・ウィズ・ウルブズ』とほぼ同じ時期に公開されるという不運に見舞われヒットしなかった。多くの批評家たちの目には「ごくありふれた西部劇」と映ったが、テレビで何度も放映されるうちにカルトな人気を得るようになり、特に西部劇ファンや旧式の銃愛好家から高い支持を受けている。